# Pîrijkî, Malîn
Pîrijkî (în ucraineană Пиріжки) este localitatea de reședință a comunei Pîrijkî din raionul Malîn, regiunea Jîtomîr, Ucraina.

## Demografie
Componența lingvistică a localității Pîrijkî
     Ucraineană (98,21%)
     Rusă (1,65%)
     Alte limbi (0,14%)
Conform recensământului din 2001, majoritatea populației localității Pîrijkî era vorbitoare de ucraineană (98,21%), existând în minoritate și vorbitori de rusă (1,65%).